# Drobin (gmina)
Pour l’article homonyme, voir Drobin (ville).
Drobin est une gmina urbaine-rurale (gmina miejsko-wiejska) ou mixte de la powiat de Płock, dans la Voïvodie de Mazovie, dans le centre-est de la Pologne.
Son siège administratif (chef-lieu) est la ville de Drobin qui se situe environ 29 kilomètres au nord-est de Płock (capitale de la powiat) et 90 kilomètres au nord-ouest de Varsovie (capitale de la Pologne).
La gmina couvre une superficie de 143,19 km2 pour une population de 8 531 habitants en 2006 avec une population de 2 980 habitants pour la ville de Drobin et une population de la partie rurale de la gmina de 5 551 habitants.

## Histoire
De 1975 à 1998, la gmina est attachée administrativement à la voïvodie de Płock.

Depuis 1999, elle fait partie de la voïvodie de Mazovie.

## Géographie
Outre la ville de Drobin, la gmina inclut les villages et localités de:

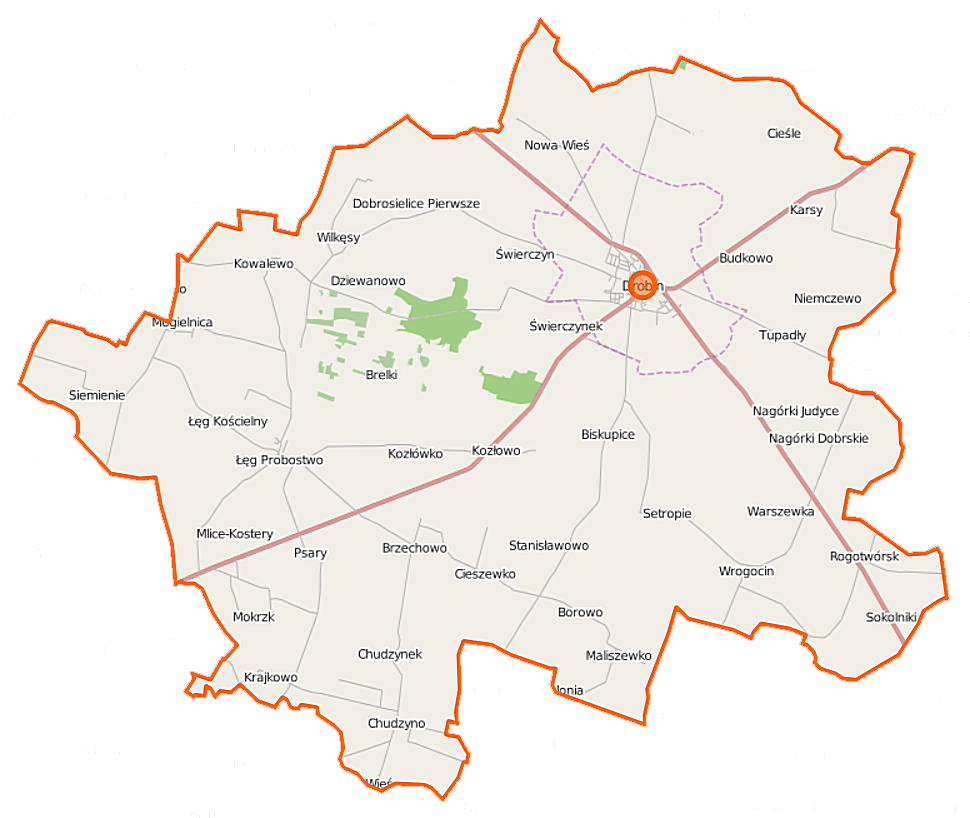
Plan de la gmina

- Biskupice
- Borowo
- Brelki
- Brzechowo
- Budkowo
- Chudzynek
- Chudzyno
- Cieśle
- Cieszewko
- Cieszewo
- Dobrosielice Drugie
- Dobrosielice Pierwsze
- Dziewanowo
- Karsy
- Kłaki
- Kowalewo
- Kozłówko
- Kozłowo
- Krajkowo
- Kuchary
- Łęg Kościelny
- Łęg Probostwo
- Małachowo
- Maliszewko
- Mlice-Kostery
- Mogielnica
- Mogielnica-Kolonia
- Nagórki Dobrskie
- Nagórki-Olszyny
- Niemczewo
- Nowa Wieś
- Psary
- Rogotwórsk
- Setropie
- Siemienie
- Sokolniki
- Stanisławowo
- Świerczyn
- Świerczyn-Bęchy
- Świerczynek
- Tupadły
- Warszewka
- Wilkęsy
- Wrogocin

### Gminy voisines
La gmina de Drobin est voisine des gminy suivantes :
- Bielsk
- Raciąż
- Staroźreby
- Zawidz

## Structure du terrain
D'après les données de 2005, la superficie de la commune de Drobin est de 143,19 km2, répartis comme tel :
- terres agricoles : 89%
- forêts : 5%

La commune représente 7,96% de la superficie du powiat.

## Démographie
Données du 30 juin 2004 :
| Description        | Total  | Total | Femmes | Femmes | Hommes | Hommes |
| ------------------ | ------ | ----- | ------ | ------ | ------ | ------ |
| Unité              | Nombre | %     | Nombre | %      | Nombre | %      |
| Population         | 8 614  | 100   | 4 361  | 50,6   | 4 253  | 49,4   |
| Densité (hab./km²) | 60,2   | 60,2  | 30,5   | 30,5   | 29,7   | 29,7   |